# Монастырек (Бродовская городская община)
Монасты́рек (укр. Монастирок) — село в Бродовской городской общине Золочевского района Львовской области Украины.
Население по переписи 2001 года составляло 212 человек. Занимает площадь 1,227 км². Почтовый индекс — 80622. Телефонный код — 3266.